# Herpetacanthus
Herpetacanthus là chi thực vật có hoa trong họ Acanthaceae.